# Torenadoga youngi
Torenadoga youngi är en insektsart som beskrevs av Blocker 1979. Torenadoga youngi ingår i släktet Torenadoga och familjen dvärgstritar. Inga underarter finns listade i Catalogue of Life.